# 7xGospel
"7xGospel" festiwal muzyki gospel. Odbywa się w obecnej formie w Krakowie od 2006 r. Przekształcił się z Tygodnia Muzyki Gospel odbywającego się od 2003 r.
Na festiwal składają się koncerty, wykłady, spotkania muzyczne oraz warsztaty gospel. Gośćmi festiwalu są wykonawcy z Europy i Stanów Zjednoczonych. Koncert finałowy warsztatów gospel gromadzi co roku ok. 800 osób na scenie i 800 osób na widowni.